# Ротталь-Інн
Ротталь-Інн (нім. Rottal-Inn) — район у Німеччині, у складі округу Нижня Баварія федеральної землі Баварія. Адміністративний центр — місто Пфарркірхен.

## Населення
Населення району становить 121 800 осіб (станом на 31 грудня 2020).

## Адміністративний поділ
Район складається з 3 міст (нім. Städte), 7 торговельних громад (нім. Märkte) та 21 громад (нім. Gemeinden):
| Міста 1. Еггенфельден (13817) 2. Зімбах-ам-Інн (10055) 3. Пфарркірхен (13005) Об'єднання громад 1. Бад-Бірнбах (торговельна громада Бад-Бірнбах та громада Баєрбах) 2. Ерінг (громади Ерінг та Штубенберг) 3. Массінг (громада Гератскірхен та торговельна громада Массінг) 4. Танн (громада Ройт та торговельна громада Танн) 5. Фалькенберг (громади Фалькенберг, Мальгерсдорф та Рімбах) Торговельні громади 1. Арнсторф (7148) 2. Бад-Бірнбах (5842) 3. Вурманнсквік (3470) 4. Гангофен (6523) 5. Массінг (4089) 6. Танн (3987) 7. Тріфтерн (5234) | Громади 1. Баєрбах (1698) 2. Віттібройт (1992) 3. Гебертсфельден (3716) 4. Гератскірхен (853) 5. Дітерсбург (3147) 6. Еггльгам (2372) 7. Ерінг (1785) 8. Йоганніскірхен (2506) 9. Кірхдорф-ам-Інн (5421) 10. Мальгерсдорф (1248) 11. Міттерскірхен (2163) 12. Постмюнстер (2347) 13. Рімбах (943) 14. Ройт (1678) 15. Росбах (2952) 16. Унтердітфурт (2083) 17. Фалькенберг (3816) 18. Цайларн (2169) 19. Шенау (1948) 20. Штубенберг (1430) 21. Юльбах (2363) |

Дані про населення наведені станом на 31 грудня 2020.